# Henry Lorenz Viereck
Henry Lorenz Viereck (28 de març de 1881, Filadèlfia - 8 d'octubre de 1931, Loudonville, Nova York) va ser un entomòleg nord-americà especialitzat en himenòpters. Va escriure la Guia dels insectes de Connecticut. Pt. III. Els himenòpters, o insectes semblants a les vespes de Connecticut (originalment en anglès: Guide to the insects of Connecticut. Pt. III. The Hymenoptera, or wasp-like insects of Connecticut) entre altres obres.